# Bělkovice-Lašťany
Bělkovice-Lašťany (en allemand : Bielkowitz et Laschtian) est une commune du district et de la région d'Olomouc, en Tchéquie. Sa population s'élevait à 2 309 habitants en 2020.

## Géographie
Bělkovice-Lašťany se trouve à 10 km au nord-est d'Olomouc, à 71 km à l'ouest-sud-ouest d'Ostrava et à 212 km à l'est-sud-est de Prague.
La commune est limitée par Šternberk au nord, par Domašov nad Bystřicí au nord-est, par Dolany au sud-est et au sud, et par Bohuňovice à l'ouest.

## Histoire
La première mention écrite de la localité date de 1078.